# دانييل جينزيك
دانييل جينزيك (بالألمانية: Daniel Ginczek)‏ (13 أبريل 1991 بآرنسبرغ في ألمانيا - ) هو لاعب كرة قدم ألماني في مركز الهجوم. شارك مع منتخب ألمانيا تحت 17 سنة لكرة القدم ومنتخب ألمانيا لكرة القدم تحت 18 سنة ومنتخب ألمانيا تحت 19 سنة لكرة القدم ومنتخب ألمانيا تحت 21 سنة لكرة القدم. أما مع النوادي، فقد لعب مع بوروسيا دورتموند 2 وبوروسيا دورتموند ونادي بوخوم ونادي سانت باولي ونادي شتوتغارت ونادي نورنبرغ وفي إف بي شتوتغارت الثاني و1. FC Nürnberg II ‏.

## وصلات خارجية
- دانييل جينزيك على موقع الاتحاد الأوربي (الإنجليزية)
- دانييل جينزيك على موقع قاعدة بيانات كرة القدم.إي يو (الإنجليزية)
- دانييل جينزيك على موقع بيانات كرة القدم. دي إي (الألمانية)
- دانييل جينزيك على موقع Soccerway.com (الإنجليزية)
- دانييل جينزيك على موقع عالم كرة القدم.نت (الإنجليزية)
- دانييل جينزيك على موقع AS.com (الإسبانية)